# Житомирская фармацевтическая фабрика
ООО «ДКП „Житомирская фармацевтическая фабрика“» (TM Vishpha) — предприятие по производству лекарственных препаратов в городе Житомир Житомирской области Украины.

## История
Фабрика начала работу в 1938 году. В 1941 году из-за войны фабрика пострадала, как и другие промышленные объекты, но уже в 1944 году возобновила свою деятельность. В 1988 году фабрику приватизировали, а в период 2000-2002 года было зарегистрировано 22 лекарственных средства.
В советское время входила в число ведущих предприятий города. 

## Деятельность
Производитель лекарственных препаратов в форме экстрактов, настоек, растворов, мазей, эмульсий и сиропов, которые выпускаются под торговой маркой "Vishpha".